# Guarani Esporte Clube (Divinópolis)
Pour les articles homonymes, voir Guarani Esporte Clube.
Le Guarani Esporte Clube est un club brésilien de football basé à Divinópolis dans l'État du Minas Gerais.

## Palmarès
- Championnat du Minas Gerais :
  - Vice-champion : 1961.

- Championnat du Minas Gerais de deuxième division :
  - Champion : 2002.

- Championnat du Minas Gerais de troisième division :
  - Champion : 1994.